# Türkische Botschaft Bangkok
Die Türkische Botschaft Bangkok (offiziell: Botschaft der Republik Türkei Bangkok; Türkiye Cumhuriyeti Bangkok Büyükelçiliği oder T.C. Bangkok Büyükelçiliği) ist die diplomatische Vertretung der Republik Türkei im Königreich Thailand. Seit 2013 residiert Osman Bülent Tulun als Botschafter der Republik Türkei in dem Botschaftsgebäude.
Die Botschaft wurde 1958 eröffnet. Die Kanzlei befindet sich in 61-1, Soi Chat San, Sutthisan Road, Huai Khwang, Bangkok.